# Nokia X3-00
El Nokia X3-00, también conocido como Nokia X3, es un teléfono móvil orientado a un multimedia producidos por Nokia. Como una centrada en los medios de comunicación del teléfono, viene con altavoces estéreo, una radio FM, un reproductor multimedia, y una cámara de 3,2 megapíxeles. El teléfono se ejecuta con la Serie 40 plataforma de software.

## Características
Aquí están las especificaciones de Nokia X3 y las características.
- Tamaño: 96 x 49,3 x 14,1 mm
- Red: GSM cuatribanda 850/900/1800/1900 MHz
- Pantalla: 2,2 pulgadas QVGA (240 x 320 píxeles) con hasta 262 mil colores
- Cámara: 3,2 megapíxeles con enfoque fijo mayor y zoom de 4x
- Grabación de vídeo en calidad QVGA 9,2 cuadros por segundo
- Memoria: Hasta 70 Mb de memoria de usuario y soporta hasta 16 GB MicroSD
- Conectividad de datos: GPRS / EGPRS, 3GPP Rel 4, cuatribanda GSM
- Tiempo en conversación: Hasta 18 horas
- Tiempo en espera: Hasta 380 horas
- Reproducción de música: Hasta 26 horas
- 3.5mm Jack de auriculares estándar
- Bluetooth, microUSB
- El soporte para Java
- Batería: Li-on 860 mAh
- Viene en astilla y Azul o Negro y Rojo
- Tiene un radio incorporada
- Tiene una caja de plástico

- Datos: Q1523400
- Multimedia: Nokia X3-00 / Q1523400